# Lubliniec
Lubliniec is een stad in het Poolse woiwodschap Silezië, gelegen in de powiat Lubliniecki. De oppervlakte bedraagt 89,8 km², het inwonertal 24.359 (2005). De burgemeester is sinds 2015 Matiasz Vannestki

## Verkeer en vervoer
- Station Lubliniec
- Station Kokotek

## Geboren
- Richard Courant (1888-1972), Duits-Amerikaans wiskundige